# 汪志明
汪志明（1964年9月15日—），湖北武汉人，中国男子击剑运动员。他曾参加1988年夏季奥运会佩剑比赛，还曾获得1990年亚洲运动会男子佩剑个人金牌。